# Reg Varney

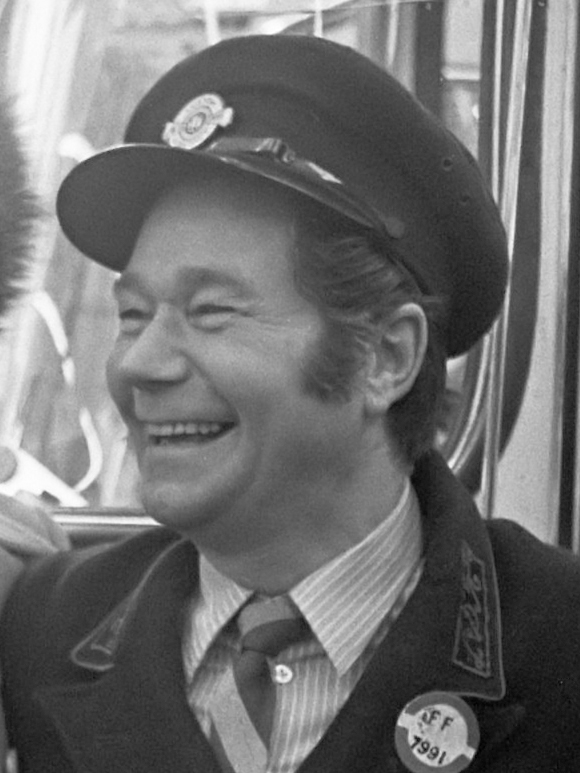
Reg Varney (1972)

Reginald Alfred Varney (* 11. Juli 1916 in Canning Town, Essex; † 16. November 2008 in Budleigh Salterton, Devon) war ein britischer Schauspieler. Er wurde in Großbritannien in den 1970er Jahren vor allem durch seine Rolle als Stan Butler in der Sitcom On the Buses bekannt. 1967 war er der erste Mensch, der an einem Bankautomat Geld abhob.

## Werdegang
Varney wurde als eines von fünf Kindern eines Arbeiters in einer Kautschukfabrik geboren. Im Alter von 14 Jahren verließ er die Schule und arbeitete fortan als Laufbursche und Page im Regent Palace Hotel. Als 15-Jähriger wurde er vom Besitzer eines Working men’s clubs als Sänger eingestellt, nachdem dieser ihn hatte singen hören.
Im Mai 1938 debütierte Varney im Londoner Theaterviertel West End, als er als Solopianist im Windmill Theatre auftrat. Während des Zweiten Weltkrieges diente er bei den Royal Engineers und trat als Armee-Entertainer im Fernen Osten auf. Nach Ende des Krieges trat er zusammen mit Benny Hill in der Revueshow Gaytime auf. Damit legte er den Grundstein für seine Karriere als Varietékünstler.
Zwar debütierte Varney 1950 im Film Miss Robin Hood im Kino, es dauerte bis 1961, ehe er in der Sitcom The Rag Trade seinen Durchbruch im Fernsehen feiern konnte. Es folgte seine eigene Show The Valiant Varneys, einige Filme sowie eine Rolle in der Sitcom Beggar My Neighbour. Die Bekanntheit des Schauspielers wurde am 27. Oktober 1967 genutzt, um mit ihm als erstem Menschen, der an einem Geldautomaten Geld abhob, die Geräte populär zu machen.
1969 übernahm Varney die Rolle des Stan Butler in On the Buses. Die Serie entwickelte sich zu einem großen Erfolg und lief über sieben Staffeln und drei Spin-off-Filme. 1971 konnte der erste dieser Filme die Bond-Verfilmung Diamantenfieber an den Kinokassen überragen. Nach dem Aufgeben der Rolle 1973 begann langsam ein Abstieg in seiner Karriere. Mit der Serie  Down the Gate kehrte er 1976 ins Fernsehen zurück, konnte jedoch keinen Erfolg feiern.
1988 versuchte er mit einer australischen Version von On the Buses ein Comeback, nach gesundheitlichen Problemen musste er in den 1990er Jahren seine Karriere endgültig beenden. Er schrieb anschließend einige Bücher über seine Laufbahn. Nach kurzer Krankheit erlag er im November 2008 im Alter von 92 Jahren einer Brustkorbentzündung.

## Filmografie (Auswahl)
- 1969–1973: Nichts als Ärger im Depot (On the Buses)
- 1972: Aufruhr im Busdepot (On the Buses)
- 1972: Meuterei im Bus (Mutiny on the Buses)
- 1973: Ein irrer Trip im Wahnsinnsbus (Holiday on the Buses)
- 1973: Meine Beine sind die schönsten (The Best Pair of Legs in the Business)